# Wilhelm von Schoen
Le baron Wilhelm Eduard von Schoen (3 juin 1851, Worms — 24 avril 1933, Berchtesgaden) est un diplomate qui fut secrétaire d'État au ministère des Affaires étrangères de l'empire allemand.
Il fut anobli en 1885 et élevé baron (freiherr) en 1909.

## Carrière diplomatique

### Conseiller, puis ambassadeur à Saint-Pétersbourg
Formé comme officier chez les dragons, il entra au service diplomatique en 1877. Il fut conseiller à l'ambassade de Paris de 1888 à 1895. Il fut ensuite conseiller auprès du duc Alfred Ier de Saxe-Cobourg-Gotha. Il fut envoyé à Copenhague de 1900 à 1905 puis participa à la visite de l'empereur Guillaume II le 31 mars 1905 dans la ville marocaine de Tanger. Le discours tenu par l'empereur à propos de l'indépendance du Maroc déclencha la crise de Tanger.
Quelques mois après le dimanche rouge du 22 janvier 1905, il commença son service comme ambassadeur à Saint-Pétersbourg, poste qu'il occupa jusqu'au 26 octobre 1907.

### Secrétaire d'État du ministère des Affaires étrangères
Le 26 octobre 1907, il prit la succession du comte von Tschirschky comme secrétaire d'État du ministère des Affaires étrangères. Il occupa ce poste jusqu'au 27 juin 1910, date à laquelle il fut remplacé par Alfred von Kiderlen-Waechter.

### Ambassadeur à Paris

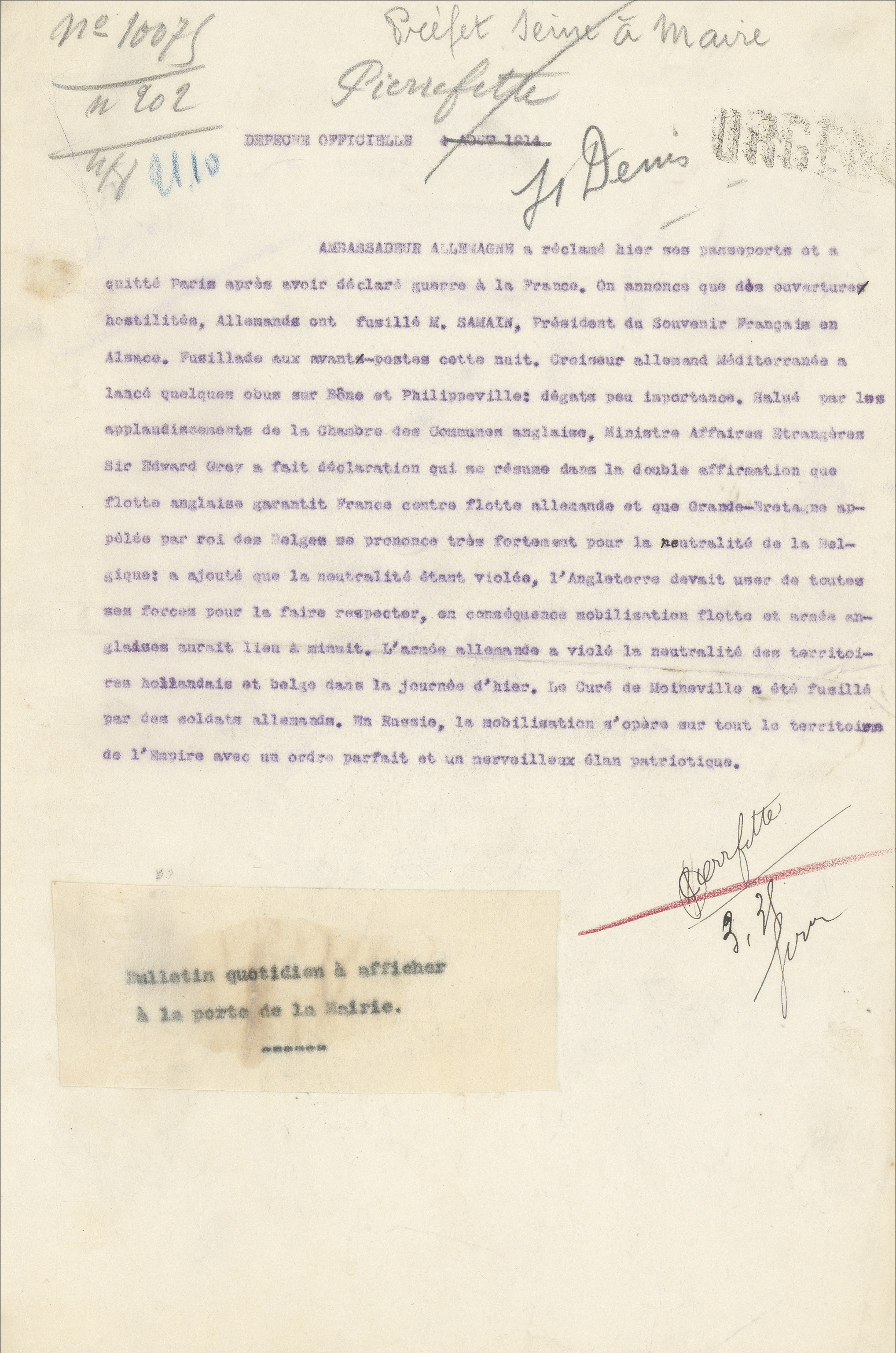
Dépêche officielle, évoquant entre autres le départ du baron
Von Schoen, ambassadeur de l'Allemagne en France, adressée par Marcel Delanney, préfet de la Seine (1911-1918), au maire de Pierrefitte. 4 août 1914, archives nationales de France.

En juin 1910, il fut nommé ambassadeur à Paris. Il est un proche du banquier pacifiste Albert Kahn. Le 31 juillet 1914, il adressa au président du Conseil, René Viviani, l'ultimatum du chancelier Theobald von Bethmann-Hollweg selon lequel la France avait 18 heures pour annoncer sa neutralité dans le conflit entre l'Allemagne et la Russie. La France ne répondit pas à cet ultimatum.
Von Schoen avait pour mission de s'assurer le refus de la France et, pour y parvenir, avait la possibilité d'exiger  « la remise des forteresses de Toul et Verdun » comme gage de neutralité. 
Il quitta son poste le 4 août 1914 après avoir remis la veille à Viviani une déclaration selon laquelle le gouvernement allemand se considérait en état de guerre avec la France.
Il écrivit plusieurs ouvrages autobiographiques et historiques après la Première Guerre mondiale.

## Citations
- « La France n'est importante ni militairement, ni autrement. » — 5 janvier 1911, message au chancelier Bethmann-Hollweg[5]